# Royaume de Denkyira
1500–1868
Le royaume de Denkyira est un État Akan qui existe entre le XVIe siècle et 1868. Avant sa fondation, le royaume est une région du royaume de Bono nommée Agona. Vers le XVIe siècle, le Denkyirahene (roi de Denkyira) devient indépendant et accroit le royaume. Au XVIIe siècle, il s'agit d'un des royaumes les plus influents en Côte de l'Or (Sud de l'actuel Ghana). En 1701, à la suite de la Bataille de Feiyase, le royaume s'effondre et se soumet à l'Empire ashanti en tant qu'État tributaire.

## Histoire

Localisation de Denkyira (en bas à gauche de la carte) ; La zone centrale de la nation Ashanti (marquage vert) et Denkyira (en bas à gauche de la carte) au début des années 1890.

### Origines
En tant qu'État Akan, les populations de Denkyira partagent la même origine migratoire et se serait installés dans la région vers le XIVe siècle.

Selon la tradition orale, les Denkyira proviennent du clan Agona de l'Abusua (le même clan que le royaume d'Akwamu)qui auraient d'abord vécu dans l'ancien territoire Adansi avant de fonder leur propre royaume.
La clan Agona a migré aux côtés des Nkyiras et, après avoir vécu un siècle avec eux, ont finalement porté leur nom.
Les raisons derrière cette migration sont d'une part liée à la pression de l'Islam au nord, d'une autre dans la nécessité d'accroître par la force le nombre du groupe lié au clan. Cette absorption des ennemis vaincus est un élément important de la politique d'expansion Denkyira, qui sera ultérieurement héritée par les ashantis. 
Au XVIe siècle, la cheffe du clan Agona, Ayekraa Adeboa, aurait mené son peuple plus au sud afin de fonder le royaume de Denkyira. Après un long règne, son fils aîné, Annin Panyin devient le premier roi.
Le second roi, Mumunumfi, aurait mené une politique agressive contre les Adansi au début du XVIIe siècle et leur aurait infligé une importante défaite. À la suite de cela, il fonde la capitale Abankesieso qui consiste en 77 localités et villages fédérés sous la même autorité.

### Émergence
Toujours soumis au royaume de Bono, le royaume de Denkyira intègre la fédération Akan mise en place par les Adansi vers 1650, achevant la chute du royaume de Bono. Durant cette période, l'État Denkyira adopte des mesures responsables de leur expansion future : la population est répartie en trois divisions, Akumatire ou Nifa, Kyeremfem ou Benkum et Agona Adontendom. Chacune est dirigée par un chef militaire nommé Safohene. En cas de conflit, elles représentes les trois ailes de l'armée. Le Safohene ont également la responsabilité de la gestion de plusieurs villages. Cette structure administrative sera reprise et accentuée lors de la formation de l'Empire ashanti. Cette restructuration permet aux Denkyira d'avoir une force suffisante pour subjuguer les Adansi et la fédération Akan.
À partir de 1659, à la suite de la soumission des Adansi, le royaume de Denkyira engage une politique d'expansion afin de prendre le contrôle des mines d'or et des routes en direction d'Axim. Le royaume dirige rapidement un très important territoire qui couvre la partie occidentale de la Côte de l'Or et de l'intérieur des terres, incluant leurs anciens alliés Adansi. Ils soumettent les différents États à un tribut annuel. Ils soumettent leurs voisins de Twifo, Assin, Wassa, Sefwi, Ashantis et Aowin. Ils concluent alors une alliance avec les Akyems.
L'État Denkyira et les États Fanti dominent le commerce de l'or avec les Européens dans le Ghana occidental tandis que les Akwamu dominent le commerce avec les Européens dans le Ghana oriental. En 1694, le royaume de Denkyira est si important que les Néerlandais, les Brandebourgeois et les Anglais envoient des ambassades à Abankeseeso dans le but de promouvoir l'activité commerciale.

### Fin de l'hégémonie
Dans les années 1690, des guerres eurent lieu entre Denkyira et les Asen et Twifo-Heman. Le but de ces luttes est de maintenir ouvertes les routes commerciales vers la côte et les échanges avec l’État Fanti et les Européens. De plus, le royaume prend part à la première des quatre Guerres de Komenda qui se déroule sur un territoire situé à la frontière de l'influence côtière de Denkyira. La conséquence de ces guerres est un renforcement des positions britanniques sur la côte, et par extension une perte de pouvoir pour Denkyira. En mai 1698, le royaume de Denkyira subit une importante défaite dans le cadre de ces guerres. La nouvelle a un effet retentissant sur les États tributaires dans l'intérieur des terres.
En 1694, le roi Boamponsem meurt et Ntim Gyakari, fils illégitime d'Osei Tutu Ier, lui succède. Le nouveau roi augmente la pression commerciale exercée au sein des États tributaires et soumet Osei Tutu, chef de Kwaaman et de la nouvelle confédération ashanti, à un important tribut supplémentaire. En juin 1698, la confédération ashanti profite de l'instabilité et des pertes récentes pour déclarer la guerre. D'autres États tributaires se rebellent en parallèle. Les Britanniques et Néerlandais, trop occupés par les guerres de Komenda, ne fournissent pas de soutien au royaume de Denkyira malgré des relations très cordiales. Les Ashanti sont sujets et tributaires du royaume de Denkyira jusqu'en 1701, date à laquelle, Osei Tutu Ier dirige la confédération et bat Denkyira à la bataille de Feyiase. La défaite est telle que le royaume devient tributaire du nouvel empire Ashanti.
Initialement, la capitale de Denkyira est Abankeseso, cependant elle est désertée à la suite du sac qui suit la Bataille de Feiyase en 1701. La capitale actuelle de l'État de Denkyira est Dunkwa-on-Offin (en). 

### Migration territoriale
À la suite de la défaite de 1701, les nobles de Denkyira migrent progressivement hors du territoire afin de rejoindre les ports occupés par les Britanniques. Ce mouvement vers le sud provoque l'écrasement de l'ancien État d'Abrem, un État côtier, et ce avec l'appui des Britanniques qui installent les populations de Denkyira en plusieurs endroits, afin de remplacer des chefs hostiles.
Les anciennes relations dynastiques entre Abrem et Denkyira jouent également en faveur de leur introduction et au remplacement du petit État d'Abrem situé à proximité immédiate de Cape Coast.

### Préservation de l'État
Après la défaite de Feyiase en 1701, Osei Tutu installe le neveu de Ntim Gyakari, Boadu Akafu sur le trône de Denkyira afin d'en faire un état tributaire. Ce dernier se rebelle et les chefs de Denkyira sont forcés de faire part de leur allégeance au nouvel empereur. Grâce à cela, l'État de Denkyira préserve une certaine liberté et parvient à retrouver une partie de sa puissance.
Ils participent à diverses campagnes militaires de l'Empire ashanti. Durant la guerre de 1801 contre le Gyaman, le Denkyirahene (roi de Denkyira) Kwadwo Otibu dirige d'ailleurs les armées ashanties. Cependant, la tension reste présente avec l'Asantehene et la capitale d'Abankeseeso est désertée afin de rejoindre Cape Coast. La nouvelle capitale Denkyira devient Dunkwa (en).
En 1868, Denkyira entre dans la Confédération Fanti pour s'aligner sur la puissante Union Fanti. La Confédération Fanti est également devenue à cette époque l'alliée des Britanniques. L'Empire Ashanti est quant à lui l'allié du peuple néerlandais.
Le dirigeant actuel du Denkyira est Odeefuo Boa Amponsem III jusqu'à ce que sa mort soit annoncée le 2 décembre 2016.

## Culture
Au travers des conquêtes, les Denkyira intègrent des éléments rituels des peuples vaincus. Par exemple, le dwa royal nommé Abankandwa provient d'une chefferie de la fédération Akan du milieu du XVIIe siècle. Cette méthode permet aux Denkyira d'asseoir leur pouvoir par appropriation culturelle.

## Voir également